# Una noche en caracas
Una Noche en Caracas es el primer disco completo de la Sonora Matancera interpretando ritmos de Venezuela, grabado en 1955. Es el tercer long play comercial de la agrupación, intervienen en el mismo Celia Cruz, Carlos Argentino y Nelson Pinedo.

## Canciones
1. Tu Rica Boca
2. Gozando
3. Sabrosito Así
4. Apambichao
5. La Merenguita
6. Mi Chica y Yo
7. El Gavilán
8. Cha Cha Chá de los Feos
9. No Encuentro Palabras
10. Recordando mi Cuartito
11. De Ti Enamorado
12. Contentosa

- Datos: Q6155744